# 該隱

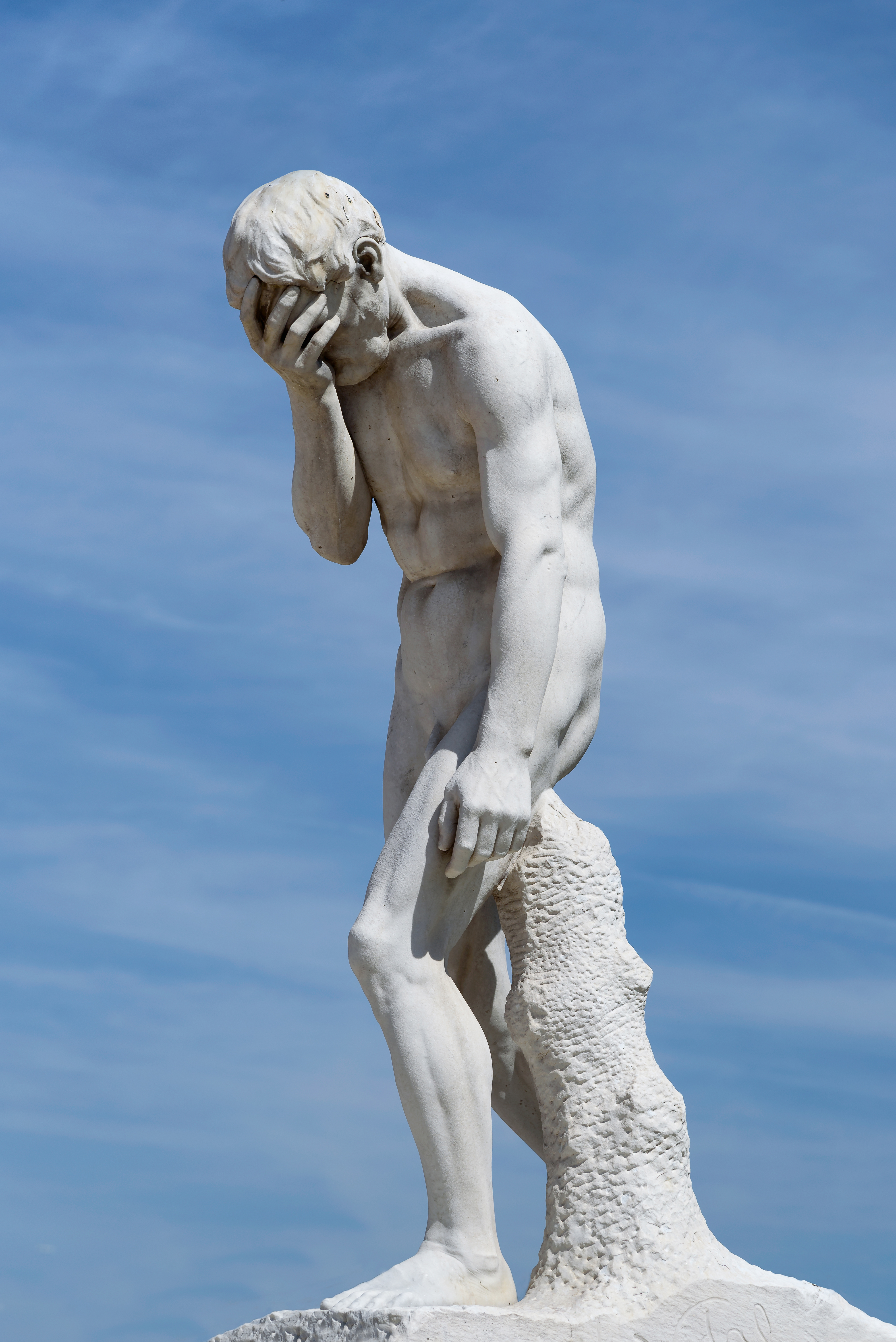
該隱

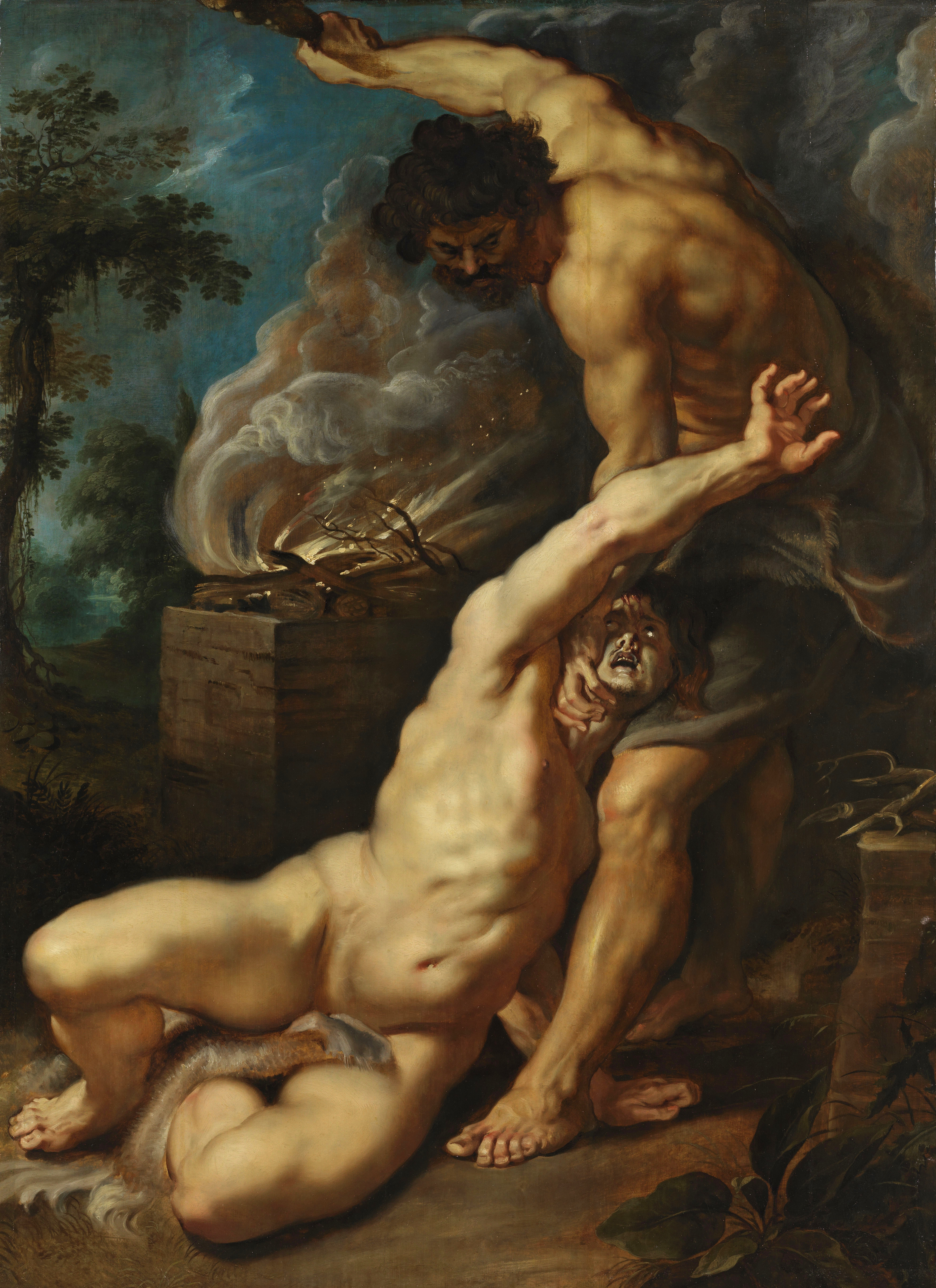
彼得·保羅·魯本斯繪《該隱殺死亞伯》，（1608）倫敦大學科陶德藝術學院藏

該隱或譯加音（羅馬化：Qayin），聖經人物，亞當與夏娃的長子，亞伯和塞特的哥哥。

## 創世紀中的記述
依《創世記》第4章，該隱是個農夫，亦是世界上第一個殺人犯。

### 家庭背景
该隐的父母是圣经提到的耶和华创造的第一对男女──亚当和夏娃，当他们吃了辨识善恶树的果子，背叛神之后就被逐出伊甸园。
在伊甸园外，亚当和夏娃生了该隐、亚伯和塞特三兄弟，因此，該隱是人类的第一代后代，没有祖父母。之后亞當與夏娃又有其它儿女。

### 成年之后
成年後，亞伯從事牧羊，該隱則務農為生。當他們長大成人後，該隱和亞伯分别向耶和華獻上供物，亞伯獻上“初生的仔羊和羊脂油”，該隱獻上的是“土地裏出産的蔬菜”；耶和華看中了亞伯的供物而未選擇該隱的供物，該隱因此暴怒、忿恨之情溢於顏表。

### 发生血案
耶和華跟該隱説：“你為什麽發怒呢？你為什麽變了臉色呢？”上帝並沒有强迫該隱更換工作，因為該隱是有自由意志的，儘管如此，耶和華還是向該隱指出他不恭儉的放肆行徑會導致什麽後果。他警告該隱説：“你若不行善路，罪就伏在門前。它必追戀你。”
雖然耶和華責備該隱，卻沒有認為他已無可救藥，反而對該隱諄諄教誨，告訴他只要痛改前非就可以獲得獎賞，耶和華認為該隱是能够克服這個難題的。耶和華説：“你若做得好，豈不蒙悦納？”談到該隱充滿殺機的暴怒，上帝説：“罪雖戀慕你，你要制伏它。”給該隱充分機會去檢討自己的行為。
很可惜，該隱對上帝的勸告充耳不聞，他把亞伯帶到田間去，在那裏把亞伯殺了。後來耶和華問該隱亞伯在哪裏，該隱竟然向耶和華撒謊説：“我不知道！我豈是看守我兄弟的嗎？”該隱在殺死亞伯之前和之後，都不肯“做對的行為”。他寧願讓罪操縱自己，結果被上帝逐出人類家庭聚居的地方。
耶和華跟該隱説：“你做了什麼？聽著！你兄弟的血從泥土中向我呼喊。所以，你會被那張大嘴巴從你手中奪走你兄弟的血的泥土詛咒。如果你直到土地，它不再給你力量。你將在地球上成為一個不安分的流浪者。”該隱對耶和華說：“我的懲罰太重了。今天你把我從土地上趕了出來，我必須躲避你的存在，我將在地球上做一個不安分的流浪者，誰找到我就會殺了我。”

### 得到惩罚
後來，上帝為該隱立一個“記號”，凡是杀害该隐的，必遭报七倍。也許只是頒布一條嚴肅的命令，禁止人們為亞伯報仇而殺害該隱。
該隱殺害亞伯後，流亡至伊甸園東邊的挪得之地住下來。該隱於此處建了一座城，按自己兒子以諾的名字為城起名，該隱的後代也像該隱般好勇鬥狠。最後，諾亞日子的洪水來到，把所有不義之人毁滅，該隱一族也隨之滅亡。

## 伊斯蘭中的該隱
古蘭經敘述了阿丹兩子的故事，即該隱殺死亞伯的故事。